# قرار مجلس الأمن التابع للأمم المتحدة رقم 135
قرار مجلس الأمن التابع للأمم المتحدة رقم 135، الذي تم تبنيه في 27 مايو 1960، بعد اجتماع فاشل بين رؤساء دول فرنسا، واتحاد الجمهوريات الاشتراكية السوفيتية، والمملكة المتحدة والولايات المتحدة، وأوصى المجلس تلك الحكومات بالبحث عن حلول قائمة المشاكل الدولية عن طريق التفاوض أو الوسائل السلمية الأخرى على النحو المنصوص عليه في ميثاق الأمم المتحدة. وناشدهم القرار الامتناع عن استخدام التهديد بالقوة والسعي لنزع السلاح وفقا لقرار الجمعية العامة للأمم المتحدة 1378 ووقف جميع تجارب الأسلحة النووية والاستفادة من المجلس وأي أجهزة أخرى مناسبة تابعة للأمم المتحدة لتحقيق هذه الغايات.
اعتمد القرار بأغلبية تسعة أصوات. امتنعت جمهورية بولندا الشعبية والاتحاد السوفيتي.

## روابط خارجية
- نص القرار في undocs.org